# Peine et Panique
Peine et Panique sont deux personnages de fiction qui sont apparus pour la première fois dans le long métrage d'animation Hercule. Ils sont inspirés des démons que Pandore a involontairement libérés de sa boîte dans la mythologie grecque.

## Histoire
Deux petits démons qui n’en font qu’à leur tête, amis inséparables agissant sous les ordres d’Hadès. Ils ont la capacité de se métamorphoser à volonté (ils gardent généralement la même couleur quand ils se transforment). Ils collectionnent gaffes sur gaffes si bien qu’Hadès doit souvent s’en prendre à eux.
C’est à eux qu’Hadès a, notamment, demandé de « tuer » Hercule en lui donnant un breuvage qui le rendrait mortel. Ils ne réussirent pas à tout faire avaler, il ne restait qu’une goutte, au petit Hercule qui garda sa force surhumaine.

## Apparence
- L'animateur responsable de Peine est James Lopez, celui de Panique est Brian Ferguson.

## Démons
Les deux petits démons possèdent deux cornes, une paire d’ailes et une queue fourchue.
Peine est un personnage rondelet, d’une couleur rose tirant sur le bordeaux. C’est lui le « cerveau ».
Panique est grand et mince, d’une couleur bleu turquoise.

## Interprètes dePeine
- Voix originale : Bobcat Goldthwait
- Voix française : Éric Métayer
- Voix québécoise : Bernard Fortin
- Voix allemande : Mirco Nontschew
- Voix espagnole : Juan Fernández
- Voix latino-américaine : Javier Rivero
- Voix italienne : Andrea Brambilla
- Voix japonaise : Chappu

## Interprètes dePanique
- Voix originale : Matt Frewer
- Voix française : Éric Métayer (comme Panique)
- Voix québécoise : François Sasseville
- Voix allemande : Stefan Jürgens
- Voix espagnole : Pep Sais
- Voix latino-américaine : Gabriel Cobayassi
- Voix italienne : Nino Formicola
- Voix japonaise : Pagu